# Serious Request

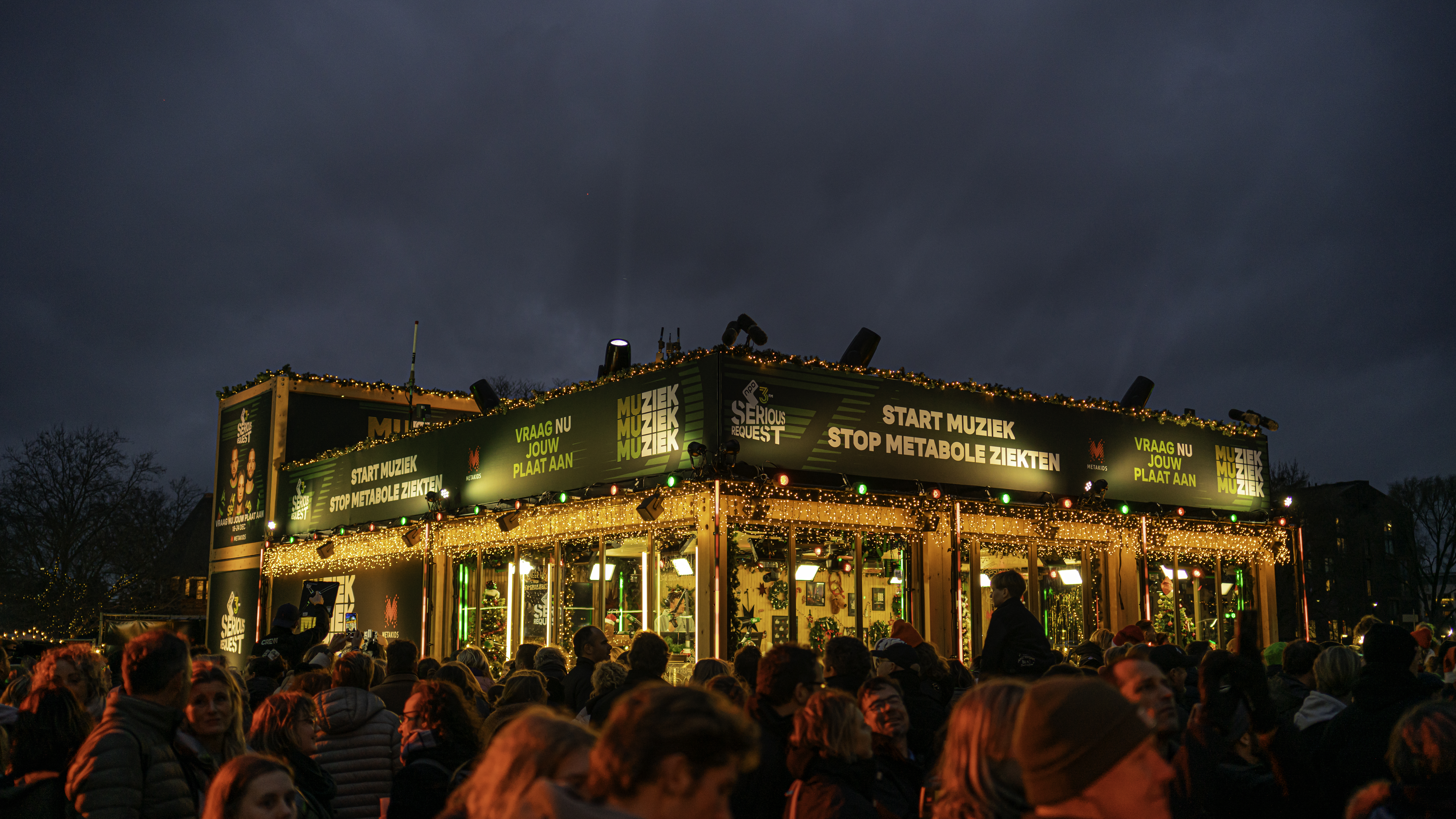
Serious Request i Zwolle 2008.

Serious Request är ett radio- och TV-format som 2004 skapades av den nederländska radiostationen 3FM. Syftet är att samla in pengar till ett projekt som bestäms av projektorganisationen i Nederländerna. Förutom i Nederländerna har formatet bland annat även sänts i Belgien, Schweiz, Sverige, Sydkorea och Kenya. Den svenska versionen av programmet heter Musikhjälpen.
I Nederländerna hjälpte många kända personer till att samla in pengar utanför huset och varje år hålls också auktioner. Projektet genomfördes för första gången 2004 och har därefter arrangerats varje år veckan före jul.

## Bakgrund
Serious Request startade i Nederländerna 2004 när två av radiokanalen 3FM:s profiler, Rob Stenders och Ruud de Wild, slutade på kanalen. Eftersom ersättarna inte gjorde lika bra ifrån sig som deras företrädare försökte en av producenterna, Florent Luyckx, att komma på ett nytt bra program. Idén var att samla in pengar till gisslanoffren i Beslan, men när kanalen vände sig till den ansvariga hjälporganisationen fick de svaret att det inte behövdes mer pengar. Stationen kontaktade istället Röda Korset som berättade att det fanns flera områden som behövde stöd, men som sällan togs upp i media. Ett exempel var situationen i Darfur. 
De tre programledarna Wouter van der Goes, Claudia de Breij och Giel Beelen bestämde sig då för att samla in pengar för Darfur och stängde därför in sig i en glasbur på ett torg där de sände radio och samlade in pengar, dygnet runt mellan den 20 till 24 december 2004. De tre bestämde sig också, som en symbolisk gest, att inte äta något under tiden. Serious Request 2004 samlade in 916 000 € (ca 8,9 miljoner svenska kronor) och programmet vann sedermera Marconi Award 2004–2005 för bästa radioprogram. Eftersom det blev en sådan stor succé bestämde sig kanalen för att göra en fortsättning året efter, vilket man har gjort varje år sedan dess. Två år senare började fler länder intressera sig för att vara med såsom Belgien, Kenya, Schweiz (franska och tyska delen för sig själva) och Sverige.

### Serious Request 2005 – "Barn i Kongo"
2005 utökades sändningstiden med en dag och programmet sändes från den 19 till den 24 december från Neude i Utrecht. Insamlingen gick till barn i Kongo, totalt 2 203 549 € samlades in (ca 21,5 miljoner svenska kronor).

### Serious Request/Music for Life 2006 – "Offer för landminor"
2006 gick insamlingen till offer för landminor. Det här året valdes programledarna ut av lyssnarna. För första gången sändes Serious Request utanför Nederländerna, då Belgiska Studio Brussels sände programmet från Leuven (fast med en annan programtitel). Det belgiska programmet samlade in 5 067921 € (ca 49,4 miljoner svenska kronor). 

### Serious Request/Music for Life/Couleur Terre 2007 – "Rent dricksvatten"
2007 års insamling gick till att ordna rent dricksvatten till de 1,2 miljarder människor i världen som saknar det. Förutom Nederländerna och Belgien deltog även schweiziska radiostationen Couleur 3. Deras glashus stod på Rue de la Rôtisserie i Genève och insamlingen drog in 151 000 € (ca 1,4 miljoner svenska kronor). För Serious Request stod glashuset på Plein i Haag, och de samlade in 5 249 466 € (cirka 51,2 miljoner svenska kronor). Music for Life samlade in 3 353 568 € (cirka 32,7 miljoner svenska kronor).

### 2008 – 2021
År 2008 sändes programmet från Breda, 2009 i Groningen, 2010 i Eindhoven, 2012 i Enschede, 2013 i Leeuwarden, 2014 i Haarlem, 2015 i Heerlen, 2016 i Breda, 2017 i Apeldoorn, 2019 i Ommen, 2020 i Enschede, 2021 i Amersfoort.
Mellan 2009 och 2013 hade 3FM Serious Request rekordhöga inkomster. Pengarna användes i 18 länder. Med 13,4 miljoner euro var 2012 det absoluta toppåret.